# Richard Gere
Richard Tiffany Gere (Philadelphia (Pennsylvania), 31 augustus 1949) is een Amerikaanse acteur. Hij won in 2003 een Golden Globe met zijn rol in Chicago.
Hij slaagde van de middelbare school in 1967. Hij begon met studeren aan de Universiteit van Massachusetts te Amherst maar gaf dit op na twee jaar om zich te richten op acteren. Hij richtte zich ook op een professionele carrière als trompettist. Halverwege de jaren 70 begon hij op te treden in films, theater en televisie. De film American Gigolo in 1980 was zijn doorbraak.
Hij was voorheen getrouwd met Cindy Crawford. In 2002 trouwde hij met Carey Lowell. Ze hebben samen een zoon: Homer James Jigme Gere. Ze gingen in 2013 uit elkaar. In 2018 trouwde hij met publiciste/politiek activiste Alejandra Silva. Zij kregen twee zoons.
In april 2007 haalde Gere de woede van groepen Indiase hindoes op zijn hals door in New Delhi, tijdens een bijeenkomst voor bewustwording van de verspreiding van aids zijn medepresentatrice, actrice Shilpa Shetty te omhelzen en te kussen op haar wangen en in haar nek. In India is het openbaar tonen van affectie taboe en in verscheidene Indiase steden braken rellen uit, waarbij foto's van Shetty en poppen van Gere werden verbrand.

## Tibet en boeddhisme
Gere is een aanhanger van het Tibetaans boeddhisme en een verdediger voor de mensenrechten in Tibet. Hij is onder andere een van de initiatiefnemers van het Tibet House, evenals de ook tot het boeddhisme bekeerde componist Philip Glass die muziek componeerde voor Kundun van Martin Scorsese uit 1997 en Compassion in Exile: The Life of the 14th Dalai Lama.
Gere werkte zelf ook mee aan verschillende Tibetaanse documentaires, waaronder Dreaming Lhasa van Ritu Sarin en Tenzin Sönam uit 2005 en On Life & Enlightenment van Kaushik Ray, waar een aantal hooggeplaatste lama's aan meewerkte waaronder de veertiende dalai lama Tenzin Gyatso. De betrokkenheid van Gere zorgde onder andere voor het voortbestaan van Miss Tibet, een jaarlijkse schoonheidswedstrijd in Dharamsala, India.

## Onderscheidingen
Voor zijn werk voor de Tibetaanse kwestie ontving hij in 1996 de Light of Truth Award van de International Campaign for Tibet.
Samen met de International Campaign for Tibet ontving Richard Gere in 2005 de Geuzenpenning.
- Bibsys: 97055355
- Biblioteca Nacional de España: XX1113969
- Bibliothèque nationale de France: cb12379340n (data)
- Catàleg d'autoritats de noms i títols de Catalunya: 981058514346306706
- CiNii: DA10940068
- Gemeinsame Normdatei: 119101858
- International Standard Name Identifier: 0000 0001 2130 8766
- Library of Congress Control Number: n86041334
- Nationale Bibliotheek van Letland: 000264908
- MusicBrainz: dd973a40-7a6f-4582-803b-6cd541084cc6
- Bibliotheek van het Japanse parlement: 00620722
- Nationale Bibliotheek van Tsjechië: xx0040510
- Nationale bibliotheek van Australië: 35830709
- Nationale Bibliotheek van Israël: 987007436213505171
- Nationale Bibliotheek van Polen: a0000003195029
- Nederlandse Thesaurus van Auteursnamen: 071340920
- PIC: 275984
- LIBRIS: 315951
- SNAC: w68922cx
- Système universitaire de documentation: 057796890
- Trove: 1107101
- Virtual International Authority File: 46748186
- WorldCat: E39PBJj8M9G4Dqbdx9rcjKJxDq